# Schönau (Baviera)
Schönau è un comune tedesco di 2 002 abitanti, situato nel land della Baviera.